# Віллі Козловскі
Віллі Козловскі (нім. Willi Koslowski, 17 лютого 1937, Гельзенкірхен — 11 липня 2024) — західнонімецький футболіст, що грав на позиції нападника.
Виступав, зокрема, за «Шальке 04», з яким став чемпіоном Німеччини, а також національну збірну ФРН, у складі якої був учасником чемпіонату світу 1962 року.

## Клубна кар'єра
Вихованець «Шальке 04» з рідного Гельзенкірхена і дебютував за першу команду 31 серпня 1955 року в гостьовій грі проти «Вупперталера» (4:1) у Оберлізі Вест, одному із кількох вищих дивізіонів країни, на позиції правого вінгера. Загалом, провівши 18 ігор і забивши шість голів у своєму першому сезоні 1955/56, він допоміг команді посісти друге місце. З сезону 1957/58 став основним гравцем, зігравши в 28 матчах чемпіонату, в яких забив дев'ять голів на шляху до виграшу титулу чемпіона Німеччини. У скороченому фінальному ранді німецького чемпіонату через Кубок світу 1958 року у Швеції Козловскі також брав участь у трьох іграх групового етапу проти — «Брауншвейга», «Теніс-Борусії» з Берліна та «Карлсруе» і забив три голи, завдяки чому команда з першого місця вийшла у фінал, де мала зіграти проти «Гамбурге». 18 травня 1958 року «Шальке» виграв його 3:0 і став чемпіоном Німеччини.
Після успіху в чемпіонаті «Шальке» не зміг повторити успіх і захистити титул, посівши аж 11 місце в Оберлізі. Однак у Кубку європейських чемпіонів команда дійшла до чвертьфіналу, а Козловскі зіграв у всіх семи іграх, і забив 1 гол. У наступні роки команда не показувала високих результатів і лише 1962 року, посівши друге місце в Західній Оберлізі, знову вийшла до фінального раунду чемпіонату ФРН. Козловскі відіграв усі 30 ігор Оберліги в 1961/62 і встановив свій особистий рекорд у турнірі — 14 голів. У фінальному етапі він зіграв ще чотири матчі і забив два голи, але цього разу здобути чемпіонство не вдалося.
В останньому розіграші Оберліги 1962/63 команда посіла шосте місце і кваліфікувалась до нової Бундесліги на дебютний сезон 1963/64. Свою останню гру в Оберлізі він провів 11 травня 1963 року у Дюссельдорфі проти «Фортуни» і в цілому з 1955 по 1963 рік в Західній Оберлізі зіграв 182 матчі та забив 58 голів і у 1958/59 та 1961/62 роках був включений до «Команди сезону».
У новоствореній Бундеслізі Козловскі дебютував 24 серпня 1963 року і став автором історичного першого голу «Шальке» у цьому турнірі, забивши на 37-й хвилині у домашній грі проти «Штутгарта» (2:0) і загалом у дебютному сезоні провів 23 матчі і забив п'ять голів, а «Шальке» фінішував восьмим. В другому сезоні Бундесліги 1964/65 років під керівництвом тренера Фріца Лангнера у команди відбувся спад, і вони посіли останнє місце, а Віллі провів лише 16 матчів і забив сім голів, після чого влітку 1965 року перейшов у «Рот-Вайс» (Ессен).
У новій команді Козловскі став основним гравцем і у першому сезоні 1965/66 провів 31 матч з дев'ятьма голами у Регіоналлізі Захід, і допоміг команді посісти друге місце та вийти до Бундесліги. Там команда виступала досить невдало і посіла 18 місце, вилетівши назад, а Козловскі провів свої останні 25 ігор у вищому дивізіоні, забивши три голи. Останню гру в Бундеслізі він провів 3 червня 1967 року у віці 30 років, в якій «Рот-Вайс» програв з рахунком 0:1: «Штутгарту». Загалом у період з 1963 по 1967 рік Козловскі провів 64 матчі з 15 голами в Бундеслізі.
На сезон 1967/68 Віллі підписав контракт з «Айнтрахтом» (Гельзенкірхен) з Регіональної ліги Захід, повернувшись в рідне місто. З командою у першому ж сезоні він вилетів до Вербандсліги, третього дивізіону країни, але відразу ж на сезон 1970/71 повернувся назад, провівши ще один рік у Регіоналлізі. Всього з 1967 по 1971 рік він провів 87 матчів регіональної ліги за «Айнтрахт» і забив 22 голи. 32-річний Віллі відіграв останню гру в регіональній лізі 16 травня 1971 року, коли клуб програв вдома «Баєру» з Леверкузена з рахунком 2:1.
На сезон 1971/72 він приєднався до «Айнтрахта» (Дуйсбург) з Вербандсліги, де провів один сезон, а завершував ігрову кар'єру у клубі «Конкордія» (Бохум), що грала у шостому за рівнем дивізіоні ФРН.

## Виступи за збірну
11 квітня 1962 року дебютував в офіційних іграх у складі національної збірної Німеччини товариському матчі проти збірної Уругваю. Він зіграв правого вінгера і на 75-й хвилині встановив остаточний рахунок матчу — 3:0.
Того ж року у складі збірної був учасником чемпіонату світу 1962 року у Чилі, де зіграв в одному матчі групового етапу проти Швейцарії (2:1), а команда дійшла до чвертьфіналу.
Втретє і востаннє в складі «бундестім» Козловскі зіграв 30 вересня 1962 року в товариській грі проти Югославії 3:2.

## Титули і досягнення
- Чемпіон Німеччини (1):

«Шальке 04»: 1957–58